# روابط سازمانی
روابط صنعتی یک مبحث با شاخه‌های مختلف می‌باشد که راجع به ارتباطات کارکنان مطالعه می‌کند. جالب است که بدانیم روابط صنعتی به خاطر اهمیت روابط غیر صنعتی بین کارکنان به صورت فراگیر با عنوان روابط شغلی یا روابط کارکنان، به کار می‌رود. البته گاهی هم به عنوان مدیریت منابع انسانی مطرح می‌شود.
روابط صنعتی را با سه رویکرد می‌توان بررسی نمود: رویکرد علمی و به اصطلاح ساختار علمی، رویکرد حل مسئله و رویکرد اخلاقی.
در مبحث ساختار علمی، روابط صنعتی به عنوان یکی از مباحث علوم اجتماعی بوده و به دنبال روابط کارکنان و موسسات ایشان طی یک سری تحقیقات و مطالعات مشکل و نسبتاً پیچیده می‌باشد. طبیعتاً پرداختن به روابط صنعتی از این منظر با مباحثی از قبیل: اقتصاد کار، جامعه‌شناسی صنعتی، کار و تاریخ اجتماعی، مدیریت منابع انسانی، علوم سیاسی، قانون و برخی از حوزه‌های دیگر تلاقی پیدا می‌کند.